# Ткаченко Серафима Іванівна
Серафи́ма Іва́нівна Ткаче́нко (21 липня 1907 , Павлівка, Мелітопольський повіт, Таврійська губернія, Російська імперія  — невідомо ) — українська радянська діячка, селянка. Депутат Верховної Ради УРСР 1-го скликання.

## Біографія
Народилась 21 липня 1907 року багатодітній родині селян-бідняків Івана та Марії Пивоварових у селі Павлівка, тепер Генічеський район, Херсонська область, Україна. З дев'ятирічного віку працювала нянькою у багатіїв. У 1923 році залишилася круглою сиротою, наймитувала у заможних селян Генічеського району, працювала у містах Сімферополі та Мелітополі, на тютюнових плантаціях Кримської АРСР. З 1927 по 1929 рік працювала у власному сільському господарстві.
З 1929 року — колгоспниця, ланкова з бавовнику колгоспу «Зоря» села Павлівки Сиваського району Дніпропетровської (тепер — Херсонської) області.
26 червня 1938 року обрана депутатом Верховної Ради УРСР 1-го скликання по Генічеській виборчій окрузі № 198 Дніпропетровської області.
Член ВКП(б) з 1938 року.
З 1939 по 1941 рік навчалася в Одеській двохрічній сільськогосподарській школі.
У 1941 році — агроном Попелацької машинно-тракторної станції (МТС) Сиваського району Дніпропетровської (тепер — Херсонської) області.
Під час німецько-радянської війна з вересня 1941 року перебувала у евакуації в Сталінградській області РРФСР, навчалася до 1943 року в Новоанненському сільськогосподарському технікумі. У 1943 році повернулася до Української РСР.
У 1945 році закінчила сільськогосподарський плодово-ягідний технікум в селі Городище Городищенського району Київської області. Обиралася секретарем партійної організації технікуму.